# Гайленд (Канзас)
Гайленд (англ. Highland) — місто (англ. city) в США, в окрузі Доніфан штату Канзас. Населення — 903 особи (2020).

## Географія
Гайленд розташований за координатами 39°51′37″ пн. ш. 95°15′54″ зх. д. / 39.86028° пн. ш. 95.26500° зх. д. (39.860366, -95.264976).  За даними Бюро перепису населення США в 2010 році місто мало площу 1,37 км², уся площа — суходіл.

## Демографія
Згідно з переписом 2010 року, у місті мешкало 1012 осіб у 296 домогосподарствах у складі 155 родин. Густота населення становила 741 особа/км².  Було 372 помешкання (272/км²).
Расовий склад населення:
| - 84,7 % — білих - 10,0 % — чорних або афроамериканців - 1,1 % — корінних американців - 0,4 % — азіатів |

До двох чи більше рас належало 3,1 %. Частка іспаномовних становила 2,0 % від усіх жителів.
За віковим діапазоном населення розподілялося таким чином: 12,7 % — особи молодші 18 років, 73,5 % — особи у віці 18—64 років, 13,8 % — особи у віці 65 років та старші. Медіана віку мешканця становила 21,8 року. На 100 осіб жіночої статі у місті припадало 114,0 чоловіків;  на 100 жінок у віці від 18 років та старших — 119,1 чоловіків також старших 18 років.
Середній дохід на одне домашнє господарство  становив 48 641 долар США (медіана — 40 625), а середній дохід на одну сім'ю — 58 483 долари (медіана — 53 438). Медіана доходів становила 38 438 доларів для чоловіків та 25 795 доларів для жінок. За межею бідності перебувало 12,6 % осіб, у тому числі 8,8 % дітей у віці до 18 років та 2,2 % осіб у віці 65 років та старших.
Цивільне працевлаштоване населення становило 423 особи. Основні галузі зайнятості: освіта, охорона здоров'я та соціальна допомога — 42,3 %, роздрібна торгівля — 12,3 %, мистецтво, розваги та відпочинок — 10,2 %, сільське господарство, лісництво, риболовля — 8,3 %.